# Amtsbezirk Rapstedt
Der Amtsbezirk Rapstedt war ein Amtsbezirk im Kreis Tondern in der Provinz Schleswig-Holstein.
Der Amtsbezirk wurde 1889 gebildet und umfasste die folgenden Gemeinden:  
1. Fauderup
2. Haustedt
3. Heisel
4. Horns
5. Hünding
6. Quorp
7. Rapstedt

1920 wurde der Amtsbezirk aufgelöst und die Gemeinden aufgrund der Volksabstimmung in Schleswig an Dänemark abgetreten.